# Dolomedes briangreenei
Espèce
Dolomedes briangreenei est une espèce d'araignées aranéomorphes de la famille des Dolomedidae.

## Distribution
Cette espèce est endémique d'Australie. Elle se rencontre au Queensland et en Nouvelle-Galles du Sud.

## Description
Le mâle holotype mesure 12,48 mm et la femelle paratype 20,40 mm.

## Systématique et taxinomie
Cette espèce a été décrite par Raven et Hebron en 2018.

## Étymologie
Cette espèce est nommée en l'honneur de Brian Greene.

## Publication originale
- Raven & Hebron, 2018 : « A review of the water spider family Pisauridae in Australia and New Caledonia with descriptions of four new genera and 23 new species. » Memoirs of the Queensland Museum, Nature, vol. 60, p. 233-381 (texte intégral).